# Sephadex
Sephadex är ett varumärke för dextran-baserade produkter för gelfiltrering.
Sephadex baserar sig på en upptäckt vid Uppsala universitet under 1950-talet som kommersialiserades av Pharmacia. De som stod bakom var Jerker Porath och Per Flodin, som båda arbetade vid nobelpristagaren Arne Tiselius institution innan Flodin började arbeta med dextran hos Pharmacia. 1957 upptäckte Porath att kolonner fyllda med dextrangel fungerade som molekylsiktar, och kunde användas för storleksseparering av molekyler. Upptäckten publicerades i tidskriften Nature 13 juni 1959 av Porath och Flodin, efter att patenteringsprocessen inletts. Strax därefter lanserade Pharmacia Sephadex till försäljning.
Namnet Sephadex var en förkortning av Separation Pharmacia Dextran.
Under de olika företagsombildningarna som Pharmacia genomgick från 1990 och framåt hamnade Sephadex-produkterna först i Pharmacia Biotech, därefter i Amersham Biosciences, för att för närvarande finnas i GE Healthcare.